# Euphorinae
De Euphorinae zijn een onderfamilie van vliesvleugeligen uit de familie schildwespen (Braconidae).

## Geslachten
- Meteorus (Haliday, 1835)
- Pygostolus (Haliday, 1833)